# Ligue des champions de l'UEFA 1997-1998
Navigation
Édition précédente Édition suivante
La Ligue des Champions 1997-1998 voit la victoire du Real Madrid.
La compétition se termine le 20 mai 1998 par la finale à l'Amsterdam ArenA.

## Format modifié
L'organisation de la compétition est modifiée et le format est agrandi.
Après trois années de participation à la Coupe UEFA, les équipes des plus petites nations de football peuvent de nouveau prendre part à la Ligue des Champions, le nombre d'inscrits n'étant plus limité.
C'est également la première année où les deuxièmes des huit plus grands championnats européens peuvent participer à cette compétition.
La phase principale passe à 24 équipes (au lieu de 16 auparavant), réparties en 6 groupes.
8 clubs (voir tableau) sont directement admis en phase principale de groupes : le tenant du titre et les champions des 7 championnats les mieux classés par l'UEFA. Les 16 autres sont qualifiés à l'issue d'une phase préliminaire (où les clubs des championnats les plus forts sont exemptés de premier tour).

## Participants
|     | Italie   | Espagne     | France    | Allemagne     |
| --- | -------- | ----------- | --------- | ------------- |
| 1er | Juventus | Real Madrid | AS Monaco | Bayern Munich |

|     | Pays-Bas      | Portugal | Angleterre        | Tenant du titre   |
| --- | ------------- | -------- | ----------------- | ----------------- |
| 1er | PSV Eindhoven | FC Porto | Manchester United | Borussia Dortmund |

| Deuxième tour de qualification | Deuxième tour de qualification |
| --- | --- |
| - Champion - Turquie : Galatasaray SK - Grèce : Olympiakos - Autriche : Austria Salzbourg - Russie : Spartak Moscou - Belgique : Lierse SK - Danemark : Brøndby IF - Suède : IFK Göteborg - Norvège : Rosenborg BK - République tchèque : Sparta Prague | - Deuxième - Italie : Parme FC - Espagne : FC Barcelone - France : Paris Saint-Germain - Allemagne : Bayer Leverkusen - Pays-Bas : Feyenoord - Portugal : Sporting CP - Angleterre : Newcastle United - Turquie : Beşiktaş JK |
| Premier tour de qualification | |
| - Suisse : FC Sion - Pologne : Widzew Łódź - Écosse : Rangers FC - Roumanie : Steaua Bucarest - Croatie : Dinamo Zagreb - Ukraine : Dynamo Kiev - Chypre : Anorthosis Famagouste - Israël : Beitar Jérusalem - Hongrie : MTK Budapest FC - Géorgie : Dinamo Tbilissi - Slovaquie : 1. FC Košice - Lettonie : Skonto Riga - Slovénie : NK Maribor - Finlande : FC Jazz Pori - Biélorussie : FK Slavia Mazyr | - Islande : ÍA Akranes - Bulgarie : PFK CSKA Sofia - Macédoine : FK Sileks Kratovo - Lituanie : Kareda Siauliai - Moldavie : FC Tiraspol - Irlande du Nord : Crusaders FC - Pays de Galles : Barry Town FC - Yougoslavie : FK Partizan Belgrade - Estonie : FC Lantana Tallinn - Malte : Valletta FC - Irlande : Derry City FC - Arménie : Pyunik Erevan - Luxembourg : AS La Jeunesse d'Esch - Îles Féroé : GÍ Gøta - Azerbaïdjan : FK Neftchi Bakou |

## Premier tour (préliminaire)
| Équipe 1              | Résultat | Équipe 2              | Aller | Retour |
| --------------------- | -------- | --------------------- | ----- | ------ |
| Derry City FC         | 0 - 3    | NK Maribor            | 0 - 2 | 0 - 1  |
| 1. FC Košice          | 4 - 0    | ÍA Akranes            | 3 - 0 | 1 - 0  |
| Partizan Belgrade     | 1 - 5    | Dinamo Zagreb         | 1 - 0 | 0 - 5  |
| Valletta FC           | 1 - 2    | Skonto Riga           | 1 - 0 | 0 - 2  |
| Pyunik Erevan         | 3 - 6    | MTK Hungária          | 0 - 2 | 3 - 4  |
| Crusaders FC          | 2 - 8    | Dinamo Tbilissi       | 1 - 3 | 1 - 5  |
| FK Sileks Kratovo     | 1 - 3    | Beitar Jérusalem      | 1 - 0 | 0 - 3  |
| Steaua Bucarest       | 5 - 3    | CSKA Sofia            | 3 - 3 | 2 - 0  |
| FC Tiraspol           | 3 - 4    | FK MPKZ Mozyr         | 1 - 1 | 2 - 3  |
| Lantana Tallinn       | 0 - 3    | FC Jazz Pori          | 0 - 2 | 0 - 1  |
| GÍ Gøta               | 0 - 11   | Rangers FC            | 0 - 5 | 0 - 6  |
| FK Neftchi Bakou      | 0 - 10   | Widzew Łódź           | 0 - 2 | 0 - 8  |
| Dynamo Kiev           | 6 - 0    | Barry Town FC         | 2 - 0 | 4 - 0  |
| FC Sion               | 5 - 0    | AS La Jeunesse d'Esch | 4 - 0 | 1 - 0  |
| Anorthosis Famagouste | 4 - 1    | FK Kareda Siauliai    | 3 - 0 | 1 - 1  |

## Deuxième tour (préliminaire)
| Équipe 1              | Résultat | Équipe 2          | Aller | Retour  |
| --------------------- | -------- | ----------------- | ----- | ------- |
| MTK Hungária          | 1 - 4    | Rosenborg BK      | 0 - 1 | 1 - 3   |
| Beşiktaş              | 3 - 1    | NK Maribor        | 0 - 0 | 3 - 1   |
| FC Sion               | 2 - 8    | Galatasaray       | 1 - 4 | 1 - 4   |
| Olympiakos            | 7 - 2    | FK MPKZ Mozyr     | 5 - 0 | 2 - 2   |
| Austria Salzbourg     | 0 - 3    | Sparta Prague     | 0 - 0 | 0 - 3   |
| IFK Göteborg          | 4 - 1    | Rangers FC        | 3 - 0 | 1 - 1   |
| FC Barcelone          | 4 - 2    | Skonto Riga       | 3 - 2 | 1 - 0   |
| Brøndby IF            | 3 - 4    | Dynamo Kiev       | 2 - 4 | 1 - 0   |
| Newcastle United FC   | 4 - 3    | Dinamo Zagreb     | 2 - 1 | 2 - 2ap |
| Feyenoord Rotterdam   | 8 - 3    | FC Jazz Pori      | 6 - 2 | 2 - 1   |
| Bayer Leverkusen      | 6 - 2    | Dinamo Tbilissi   | 6 - 1 | 0 - 1   |
| 1. FC Košice          | 2 - 1    | Spartak Moscou    | 2 - 1 | 0 - 0   |
| Steaua Bucarest       | 3 - 5    | Paris SG          | 3 - 0 | 0 - 5   |
| Widzew Łódź           | 1 - 7    | Parme FC          | 1 - 3 | 0 - 4   |
| Beitar Jérusalem      | 0 - 3    | Sporting Portugal | 0 - 0 | 0 - 3   |
| Anorthosis Famagouste | 2 - 3    | Lierse SK         | 2 - 0 | 0 - 3   |

## Phase de groupes
Les 24 équipes sont réparties en six groupes de quatre. Chaque équipe joue deux fois contre les trois autres équipes du groupe. Les premiers de chaque groupe ainsi que les deux meilleurs deuxièmes sont qualifiés pour les quarts de finale.
En cas d'égalité dans un groupe au terme des six matchs, les critères suivants sont utilisés pour départager les équipes :
1. Confrontations directes
2. Buts marqués à l'extérieur dans les confrontations directes
3. Différence de buts totale

### Groupe A
| Rang | Équipe            | Pts | J | G | N | P | Bp | Bc | Diff |  | Résultats (▼ dom., ► ext.) |     |     |     |     |
| ---- | ----------------- | --- | - | - | - | - | -- | -- | ---- |  | -------------------------- | --- | --- | --- | --- |
| 1    | Borussia Dortmund | 15  | 6 | 5 | 0 | 1 | 14 | 3  | +11  |  | Borussia Dortmund          |     | 2-0 | 4-1 | 4-1 |
| 2    | Parme FC          | 9   | 6 | 2 | 3 | 1 | 6  | 5  | +1   |  | Parme FC                   | 1-0 |     | 2-2 | 2-0 |
| 3    | Sparta Prague     | 5   | 6 | 1 | 2 | 3 | 6  | 11 | -5   |  | Sparta Prague              | 0-3 | 0-0 |     | 3-0 |
| 4    | Galatasaray       | 4   | 6 | 1 | 1 | 4 | 4  | 11 | -7   |  | Galatasaray                | 0-1 | 1-1 | 2-0 |     |

### Groupe B
| Rang | Équipe               | Pts | J | G | N | P | Bp | Bc | Diff |  | Résultats (▼ dom., ► ext.) |     |     |     |     |
| ---- | -------------------- | --- | - | - | - | - | -- | -- | ---- |  | -------------------------- | --- | --- | --- | --- |
| 1    | Manchester United FC | 15  | 6 | 5 | 0 | 1 | 14 | 5  | +9   |  | Manchester United FC       |     | 3-2 | 2-1 | 3-0 |
| 2    | Juventus             | 12  | 6 | 4 | 0 | 2 | 12 | 8  | +4   |  | Juventus                   | 1-0 |     | 5-1 | 3-2 |
| 3    | Feyenoord Rotterdam  | 9   | 6 | 3 | 0 | 3 | 8  | 10 | -2   |  | Feyenoord Rotterdam        | 1-3 | 2-0 |     | 2-0 |
| 4    | 1. FC Košice         | 0   | 6 | 0 | 0 | 6 | 2  | 13 | -11  |  | 1. FC Košice               | 0-3 | 0-1 | 0-1 |     |

### Groupe C
| Rang | Équipe              | Pts | J | G | N | P | Bp | Bc | Diff |  | Résultats (▼ dom., ► ext.) |     |     |     |     |
| ---- | ------------------- | --- | - | - | - | - | -- | -- | ---- |  | -------------------------- | --- | --- | --- | --- |
| 1    | Dynamo Kiev         | 11  | 6 | 3 | 2 | 1 | 13 | 6  | +7   |  | Dynamo Kiev                |     | 1-1 | 2-2 | 3-0 |
| 2    | PSV Eindhoven       | 9   | 6 | 2 | 3 | 1 | 9  | 8  | +1   |  | PSV Eindhoven              | 1-3 |     | 1-0 | 2-2 |
| 3    | Newcastle United FC | 7   | 6 | 2 | 1 | 3 | 7  | 8  | -1   |  | Newcastle United FC        | 2-0 | 0-2 |     | 3-2 |
| 4    | FC Barcelone        | 5   | 6 | 1 | 2 | 3 | 7  | 14 | -7   |  | FC Barcelone               | 0-4 | 2-2 | 1-0 |     |

### Groupe D
Lors de la dernière journée, l'Olympiakos empêche Rosenborg de terminer dans les deux meilleures deuxièmes en égalisant à deux minutes de la fin du temps réglementaire (2-2).
| Rang | Équipe         | Pts | J | G | N | P | Bp | Bc | Diff |  | Résultats (▼ dom., ► ext.) |     |     |     |     |
| ---- | -------------- | --- | - | - | - | - | -- | -- | ---- |  | -------------------------- | --- | --- | --- | --- |
| 1    | Real Madrid CF | 13  | 6 | 4 | 1 | 1 | 15 | 4  | +11  |  | Real Madrid CF             |     | 4-1 | 5-1 | 4-0 |
| 2    | Rosenborg BK   | 11  | 6 | 3 | 2 | 1 | 13 | 8  | +5   |  | Rosenborg BK               | 2-0 |     | 5-1 | 2-0 |
| 3    | Olympiakos     | 5   | 6 | 1 | 2 | 3 | 6  | 14 | -8   |  | Olympiakos                 | 0-0 | 2-2 |     | 1-0 |
| 4    | FC Porto       | 4   | 6 | 1 | 1 | 4 | 3  | 11 | -8   |  | FC Porto                   | 0-1 | 1-1 | 2-1 |     |

### Groupe E
Lors de la première journée, le Paris SG s'impose facilement face à l'IFK Göteborg (3-0). Le club parisien hypothèque ensuite ses chances en perdant chez le Beşiktaş puis le Bayern Munich. Lors de l'ultime journée, les Français accomplissent leur mission en venant à bout des Turcs mais se verra devancer au classement des meilleurs deuxièmes par la Juventus Turin.
| Rang | Équipe        | Pts | J | G | N | P | Bp | Bc | Diff |  | Résultats (▼ dom., ► ext.) |     |     |     |     |
| ---- | ------------- | --- | - | - | - | - | -- | -- | ---- |  | -------------------------- | --- | --- | --- | --- |
| 1    | Bayern Munich | 12  | 6 | 4 | 0 | 2 | 13 | 6  | +7   |  | Bayern Munich              |     | 5-1 | 2-0 | 0-1 |
| 2    | Paris SG      | 12  | 6 | 4 | 0 | 2 | 11 | 10 | +1   |  | Paris SG                   | 3-1 |     | 2-1 | 3-0 |
| 3    | Beşiktaş      | 6   | 6 | 2 | 0 | 4 | 6  | 9  | -3   |  | Beşiktaş                   | 0-2 | 3-1 |     | 1-0 |
| 4    | IFK Göteborg  | 6   | 6 | 2 | 0 | 4 | 4  | 9  | -5   |  | IFK Göteborg               | 1-3 | 0-1 | 2-1 |     |

### Groupe F
Lors de la première journée, l'AS Monaco sombre à Lisbonne face au Sporting (3-0), provoquant le courroux du président Campora. Le club de la Principauté se reprend au fil des matchs pour finalement s'assurer la première place avec la co-meilleure attaque tous groupes confondus, avec le Real Madrid (quinze buts).
| Rang | Équipe            | Pts | J | G | N | P | Bp | Bc | Diff |  | Résultats (▼ dom., ► ext.) |     |     |     |     |
| ---- | ----------------- | --- | - | - | - | - | -- | -- | ---- |  | -------------------------- | --- | --- | --- | --- |
| 1    | AS Monaco         | 13  | 6 | 4 | 1 | 1 | 15 | 8  | +7   |  | AS Monaco                  |     | 4-0 | 3-2 | 5-1 |
| 2    | Bayer Leverkusen  | 13  | 6 | 4 | 1 | 1 | 11 | 7  | +4   |  | Bayer Leverkusen           | 2-2 |     | 4-1 | 1-0 |
| 3    | Sporting Portugal | 7   | 6 | 2 | 1 | 3 | 9  | 11 | -2   |  | Sporting Portugal          | 3-0 | 0-2 |     | 2-1 |
| 4    | Lierse SK         | 1   | 6 | 0 | 1 | 5 | 3  | 12 | -9   |  | Lierse SK                  | 0-1 | 0-2 | 1-1 |     |

### Classement des deuxièmes
Les deux meilleurs deuxièmes accèdent aux quarts de finale. Lors de la dernière journée, la Juventus se retrouve second meilleur deuxième grâce à l'égalisation de l'Olympiakos face à Rosenborg (groupe D) à deux minutes de la fin du temps réglementaire (2-2).
| Rang | Équipe           | Pts | J | G | N | P | Bp | Bc | Diff |
| ---- | ---------------- | --- | - | - | - | - | -- | -- | ---- |
| 1    | Bayer Leverkusen | 13  | 6 | 4 | 1 | 1 | 11 | 7  | +4   |
| 2    | Juventus         | 12  | 6 | 4 | 0 | 2 | 12 | 8  | +4   |
| 3    | Paris SG         | 12  | 6 | 4 | 0 | 2 | 11 | 10 | +1   |
| 4    | Rosenborg BK     | 11  | 6 | 3 | 2 | 1 | 13 | 8  | +5   |
| 5    | PSV Eindhoven    | 9   | 6 | 2 | 3 | 1 | 9  | 8  | +1   |
| 6    | Parme FC         | 9   | 6 | 2 | 3 | 1 | 6  | 5  | +1   |

## Quarts de finale
En quart-de-finale, le Borussia Dortmund (tenant du titre) élimine son voisin le Bayern Munich et le troisième représentant allemand baisse pavillon devant le Real Madrid. La Juventus se fait peur à l'aller face au Dynamo Kiev (1-1) avant de se rassurer en l'emportant nettement en Ukraine (4-0). L'exploit est signé par l'AS Monaco. Après avoir concédé le nul face à Manchester United au stade Louis-II (0-0), les hommes de Jean Tigana vont chercher leur qualification à Old Trafford d'où il ramènent un 1-1 décisif.
| Équipe 1         | Résultat | Équipe 2             | Aller | Retour  |
| ---------------- | -------- | -------------------- | ----- | ------- |
| Bayer Leverkusen | 1 - 4    | Real Madrid CF       | 1 - 1 | 0 - 3   |
| Juventus         | 5 - 2    | Dynamo Kiev          | 1 - 1 | 4 - 1   |
| Bayern Munich    | 0 - 1    | Borussia Dortmund    | 0 - 0 | 0 - 1ap |
| AS Monaco        | E1 - 1   | Manchester United FC | 0 - 0 | 1 - 1   |

## Demi-finales
Devant le champion de France se dresse à présent la Juventus. À l'aller au Stadio delle Alpi, un triplé d'Alessandro Del Piero et un but de Zinedine Zidane (4-1) scellent le sort d'une rencontre polémique dont les Monégasques sortent s'estimant lésés par l'arbitrage. La victoire au retour (3-2) n'est pas suffisante pour retourner la situation. C'est la Juventus, qualifiée en quart-de-finale à deux minutes près, qui disputera sa troisième finale de C1 consécutive.
| Équipe 1       | Résultat | Équipe 2          | Aller | Retour |
| -------------- | -------- | ----------------- | ----- | ------ |
| Juventus       | 6 - 4    | AS Monaco         | 4 - 1 | 2 - 3  |
| Real Madrid CF | 2 - 0    | Borussia Dortmund | 2 - 0 | 0 - 0  |

## Finale

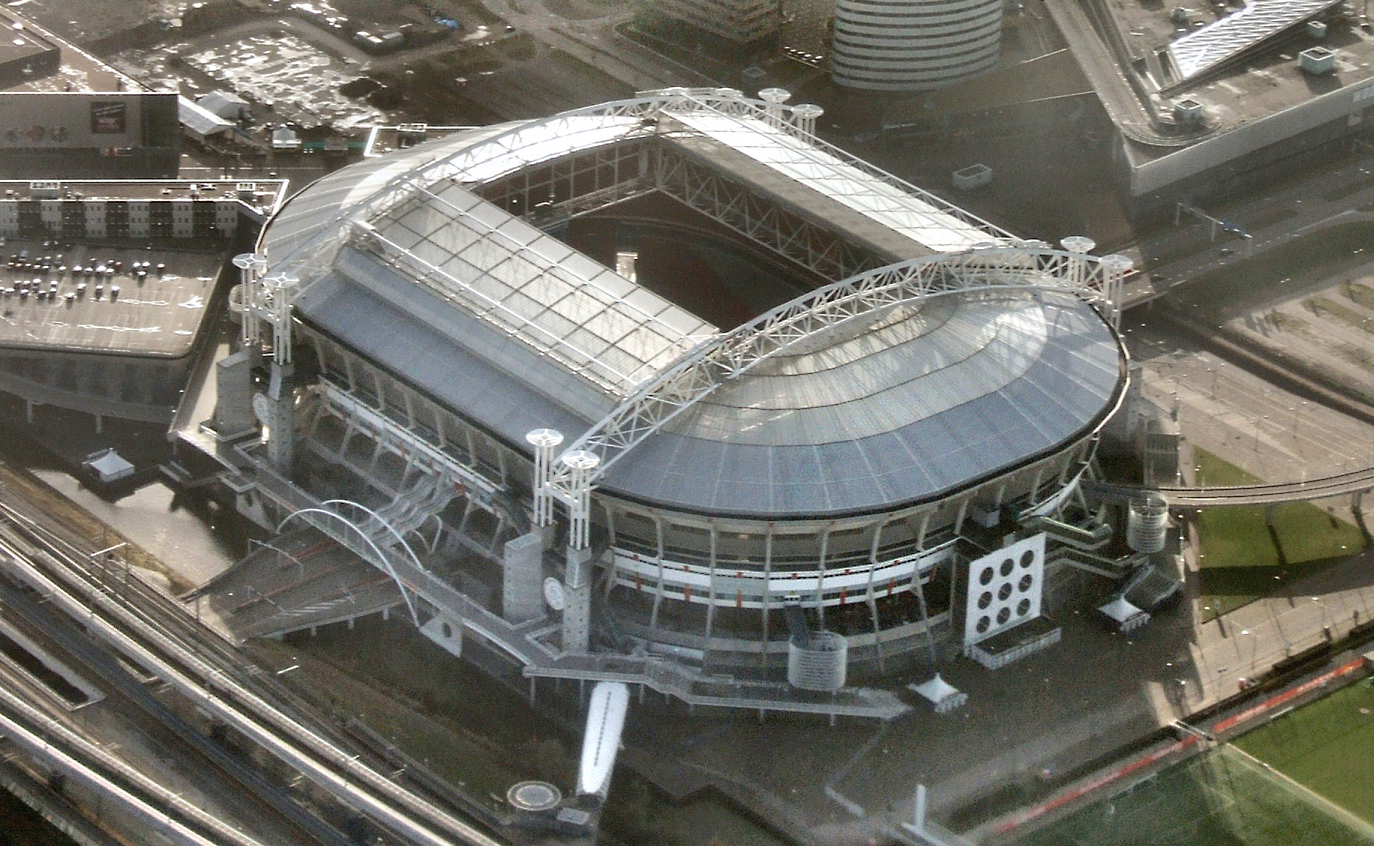
Finale de l'édition 1997-1998 de l'UEFA Ligue des champions, remporté par le Real Madrid, à l' Amsterdam ArenA, d' Amsterdam

| 20 mai 1998 | Juventus | 0 - 1 | Real Madrid   | Amsterdam ArenA, Amsterdam                    |                                               |
| 20 h 45     |          |       | 66e Mijatović | Spectateurs : 48 500 Arbitrage : Hellmut Krug | Spectateurs : 48 500 Arbitrage : Hellmut Krug |
| 20 h 45     | Rapport  |       |               | Spectateurs : 48 500 Arbitrage : Hellmut Krug | Spectateurs : 48 500 Arbitrage : Hellmut Krug |